# Rue Colbert (Paris)
Pour l’article homonyme, voir Rue Colbert.
La rue Colbert est une petite rue du 2e arrondissement de Paris. 

## Situation et accès
Elle relie d'est en ouest la rue Vivienne et la rue de Richelieu, où elle débouche presque en face du square Louvois.

## Origine du nom
Elle porte le nom de Jean-Baptiste Colbert (1619-1683) ministre de Louis XIV et contrôleur général des finances.  

## Historique

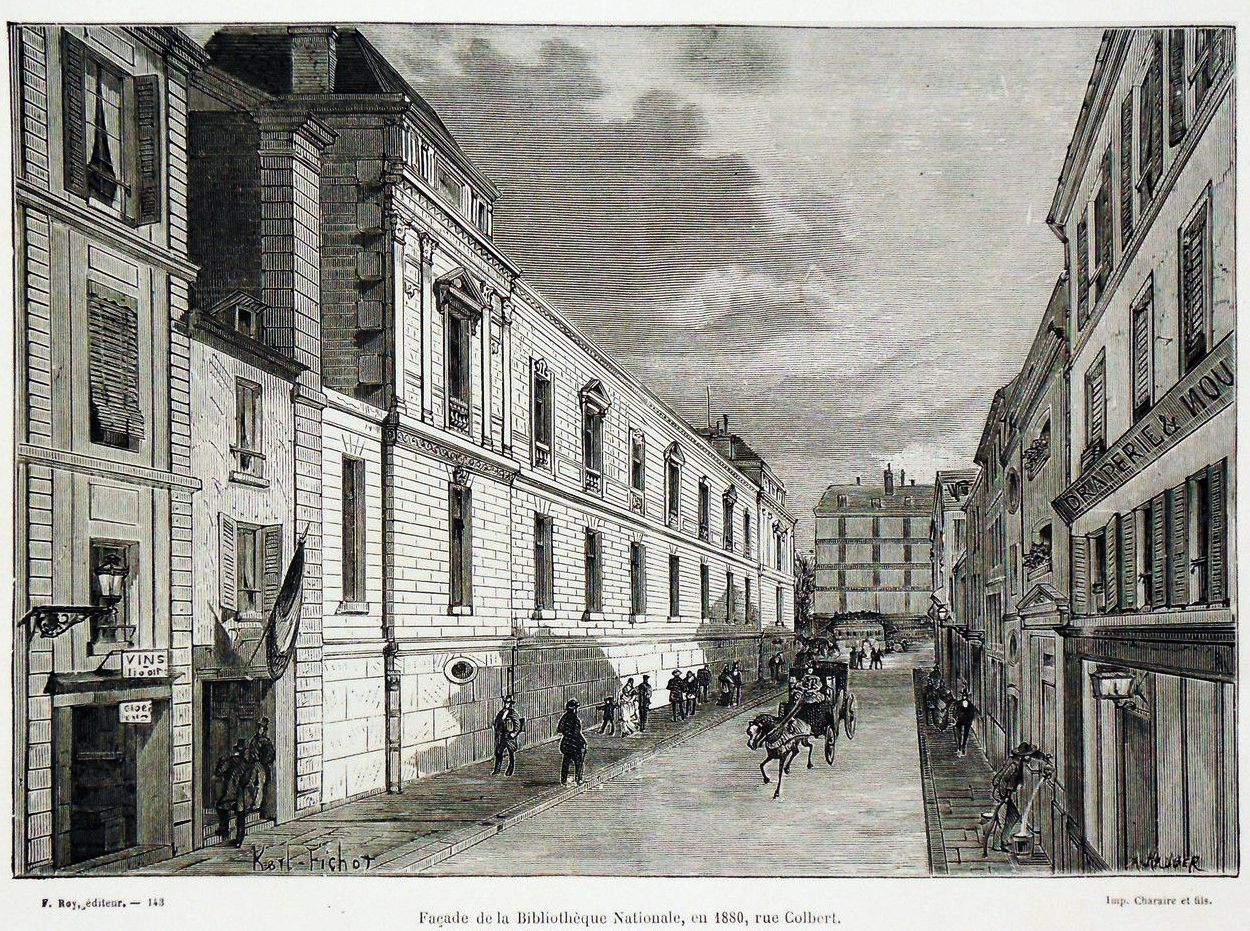
Rue Colbert au XIXe siècle.

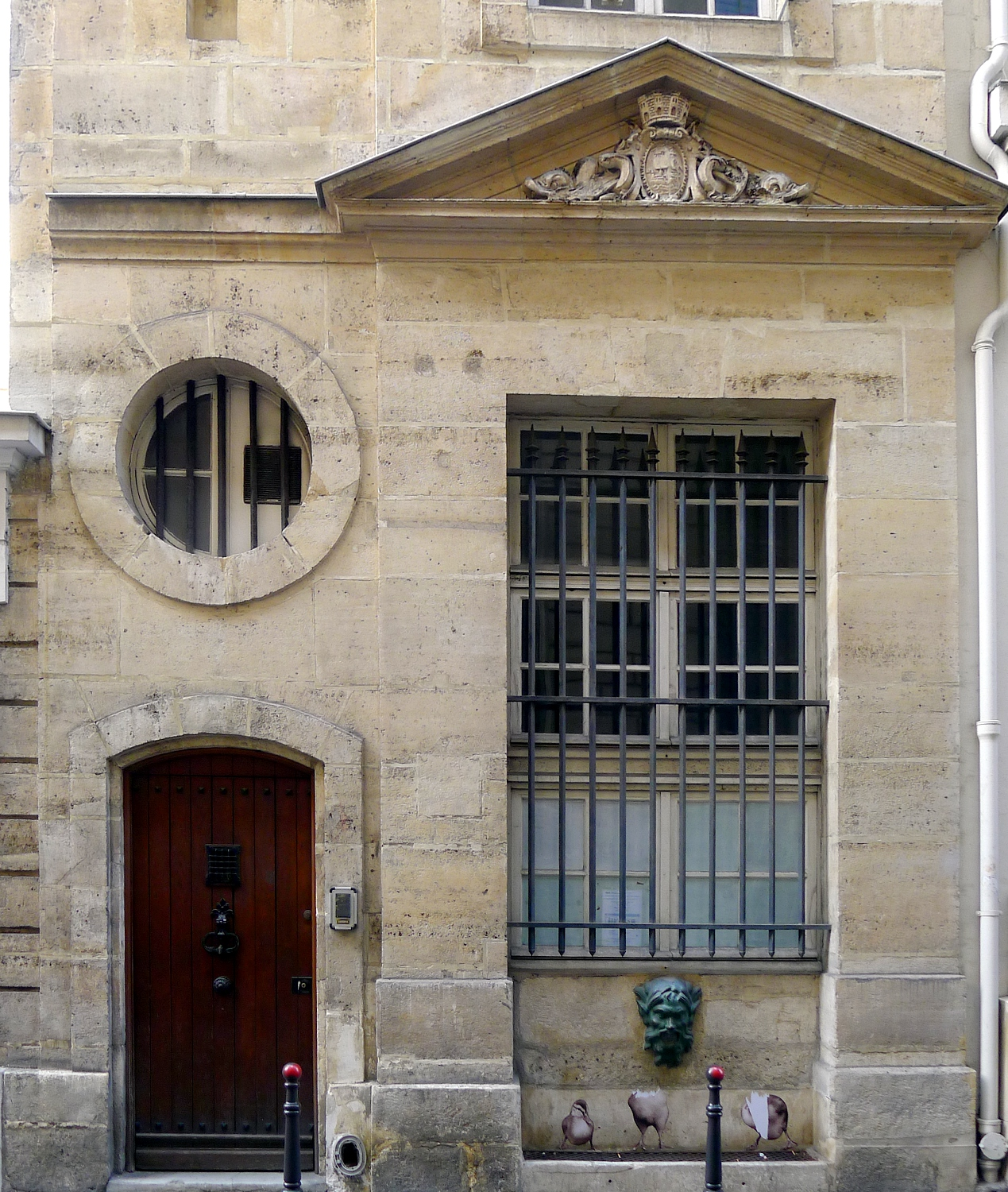
Fontaine Colbert.

Elle a été ouverte le 18 janvier 1683 sur l'ordre de Jean-Baptiste Colbert devant son hôtel de la rue Vivienne, qui s'appelait alors « rue Mazarin », sur des terrains ayant appartenu au palais Mazarin, des jardins que Colbert avait ensuite en partie rachetés au marquis de La Meilleraye, héritier du cardinal.
Percée par ordre de Colbert, elle traverse une partie des écuries de Mazarin et permet ainsi de relier l'hôtel Colbert à la rue de Richelieu : d'abord en impasse, elle s'est appelée « rue Neuve Mazarin » en hommage à Mazarin, puis « rue de l'Arcade Colbert » en raison de l'arcade sous laquelle elle passait, et qui supportait la grande galerie de l'hôtel de Nevers : Colbert avait demandé l'autorisation au duc de Nevers, l'autre héritier de Mazarin, de passer sous son hôtel.
Elle a été élargie en 1826 et l'arcade a été détruite à partir de 1868 : on en voit encore un fragment côté ouest, sur le mur à droite.
Le 1er septembre 1914, durant la première Guerre mondiale, la rue Colbert est bombardée par un raid effectué par des avions allemands.

## Bâtiments remarquables et lieux de mémoire
- No 3 : entrée de la Bibliothèque nationale de France. Le côté impair de la rue est entièrement occupé par le site Richelieu de la BNF.
- No 6 : fontaine Colbert, classée monument historique.
- No 12 : hôtel de Nevers.

## Pour approfondir